# Таборицкий, Сергей Владимирович
Серге́й Влади́мирович Табори́цкий (нем. Sergius von Taboritzki; 2 (15) августа 1897 (в немецких документах указывал год рождения 1895) — 16 октября 1980) — русский националист-монархист, редактор журнала «Луч света», совместно с П. Н. Шабельским-Борком участник покушения на П. Н. Милюкова, убийца В. Д. Набокова. В 1936—1945 заместитель руководителя Бюро для русских беженцев в Германии, член НСДАП (1942), действовал в тесном контакте с Гестапо.

## Биография

### Ранние годы
Сергей и его младший брат Николай Таборисские (в начале XX в. написание их фамилии было неустойчивым; в эмиграции использовали вариант «Таборицкий») были внебрачными детьми крещёной еврейки, портнихи и владелицы модного магазина Анны Владимировны (до крещения в 1889 году Ханы Вульфовны Левис) и её сожителя — купца 2-й гильдии Сергея Александровича Запевалова (с которым она рассталась в 1901 году); воспитывались в православии. Крёстным отцом матери Таборицкого был будущий обер-прокурор Синода В. К. Саблер. При этом братья носили фамилию её первого мужа, также еврея Вульфа Айзиковича Таборисского, мещанина местечка Ошмяны, в 1887 году, задолго до их рождения покинувшего страну. По документам они считались детьми последнего, так как первый брак матери был официально расторгнут лишь в 1899 году. В 1902 году мать стала купчихой 2-й гильдии, в 1910 году вышла замуж за сына дворянина Марасанова и стала Анной Марасановой, умерла в марте 1914 года во Франции. В 1915 году, после смерти матери, Сергей и Николай неудачно обращались в Петроградскую духовную консисторию с просьбой признать их детьми «русского православного лица» и избавить их от «каинского знака», ссылаясь на религиозные и монархические чувства.
Окончил реальное училище Гуревича (осень 1915); позднейшие рассказы Таборицкого об участии в боевых действиях под началом великого князя Михаила Александровича в составе Дикой дивизии и ранениях в 1914—1915 гг. недостоверны. Документальные сведения о деятельности в 1915—1919 гг. не разысканы. По некоторым данным, был офицером для поручений, помощником особоуполномоченного на фронте от Государственной Думы депутата Г. М. Дерюгина.
После свержения монархии находился на Украине, оттуда вместе с немцами ушёл в Германию. В Киеве в петлюровской тюрьме познакомился с монархистом Петром Никифоровичем Поповым (называвшим себя «Шабельский-Борк»), с которым затем постоянно общался в эмиграции.

### Эмиграция
Сначала жил в Берлине, затем в Мекленбурге, а с января по март 1922 года — в Мюнхене. Занимался редакторской деятельностью (в журнале «Луч света», где печатались его стихи, и газете «Призыв»), в предшествующее покушению на П. Н. Милюкова время работал типографским наборщиком. Известно, что из идейных соображений отказывался выполнять заказы большевиков. Вместе с Шабельским-Борком участвовал в зарождающемся в Германии нацистском движении и был активным популяризатором черносотенных антисемитских идей.
В 1921 году, случайно встретив на улице в Берлине бывшего депутата Государственной думы А. И. Гучкова, Таборицкий набросился на него и избил зонтиком, за что несколько дней просидел в местной тюрьме.

#### Покушение на Милюкова
Вместе с Шабельским-Борком участвовал в подготовке покушения на П. Н. Милюкова. Приехал вместе c ним для этого из Мюнхена в Берлин. На лекции Милюкова Шабельский открыл стрельбу. Когда на Шабельского бросился Набоков, ударив его по руке, в которой тот держал револьвер, Таборицкий трижды в упор выстрелил в Набокова. Набоков был убит выстрелом в сердце. После этого Таборицкий направился в гардероб и, забрав свою одежду, пошел к выходу, но какая-то женщина воскликнула: «Вот убийца!», и Таборицкий был задержан толпой. Кроме скончавшегося на месте В. Д. Набокова во время покушения беспорядочной стрельбой было ранено девять человек, в том числе председатель берлинской группы (милюковской) партии кадетов Л. Е. Эльяшев и один из редакторов газеты «Руль» А. И. Каминка.
Медицинское освидетельствование Шабельского-Борка и Таборицкого показало, что оба давно употребляют наркотики, сильная доза которых была принята и в день покушения.
Процесс по делу о покушении на Милюкова проходил 3—7 июля 1922 г. в берлинском уголовном суде в Моабите. Таборицкого суд приговорил к 14 годам каторжной тюрьмы за соучастие в покушении и умышленное нанесение Набокову тяжёлых ранений, послуживших причиной его смерти. Но уже весной 1927 года он был освобождён по амнистии.

#### Деятельность при нацизме
С мая 1936 заместитель генерала В. В. Бискупского по созданному нацистами Бюро для русских беженцев в Германии (Vertrauensstelle für russische Flüchtlinge in Deutschland).
В обязанности Таборицкого входило ведение картотеки русской эмиграции, политическое наблюдение за её настроениями. После начала войны с СССР через него происходила вербовка переводчиков для вермахта среди русских эмигрантов. Деятельность Таборицкого протекала в тесном контакте с гестапо, вербовкой сотрудников которого он также занимался. Глеб Рар описывает Таборицкого так: «Сухой, сухопарый, востроносый, высохший немножко тип, не цветущий, а высохший».
В апреле 1937 года женился на состоявшей в НСДАП (с 1931 г.) Элизабет фон Кнорре, внучке астронома К. Х. Кнорре. После многочисленных прошений (в том числе на имя Геббельса) и отказов получил гражданство Германии (1938) и вступил в НСДАП (1942, принят задним числом со дня заявления — 1940). Скрывал еврейское происхождение матери и приписал ей немецкие корни, а вымышленному отцу «Владимиру Васильевичу Таборицкому» — русское дворянство. Претендуя на дворянское происхождение, использовал немецкую фамилию с «фон» (von Taboritzki). Утверждал, что покушение на «вождя еврейской демократии» и «ненавистника Германии» Милюкова, за которое он отбывал уголовное наказание, представляло заслугу перед новой родиной. Подчёркивал, что он впервые сделал известными в Германии «Протоколы сионских мудрецов», и гордился преследованиями со стороны евреев и «леваков».
В 1939 создал Национальную Организацию Русской Молодежи (НОРМ). Организация находилась под непосредственным контролем СС. Она была аналогична немецкой организации гитлерюгенд и была в его ведении.
В 1939 г. в Берлин переехал и живший ранее в Париже брат Таборицкого Николай. В Германии он работал в спецслужбе, занимавшийся прослушкой иностранного радио. В 1941 г. Николай также подавал заявление о получении германского гражданства, собираясь отправиться на германско-советский фронт переводчиком, однако в гражданстве ему было отказано.
В последние дни войны Сергей Таборицкий бежал из Берлина, в дальнейшем жил в Лимбурге. Продолжал изредка печататься в монархическом журнале «Владимирский вестник» (Бразилия).

## В культуре
В автобиографии «Память, говори» В. В. Набоков называет убийцу своего отца «тёмным негодяем, которого Гитлер, во время Второй мировой войны, назначил заведовать делами русских эмигрантов».